# Disney Hotel Santa Fe
Le Disney Hotel Santa Fe est un hôtel du complexe de loisirs de Disneyland Paris à Marne-la-Vallée. Il ouvre en même temps que le complexe en avril 1992. Il est situé au sud de la rivière artificielle Rio Grande qui le relie au Lac Disney.

## Le thème
L'hôtel est l'œuvre de l'architecte américain Antoine Predock qui est basé à Albuquerque au Nouveau-Mexique. Il a conçu un hôtel évoquant le sud-ouest américain sous influence mexicaine. Les nombreux bâtiments adoptent un style proche des maisons en adobe des pueblos de cette région.
L'autre architecte envisagé pour dessiner cet hôtel est Stanley Tigerman (en).
L'entrée de l'hôtel rappelle les cinémas drive-in américain où il est possible de visionner un film dans sa voiture. C'est le parking principal de l'hôtel. La toile arbore un portrait de Flash McQueen et Sally Carrera du film Pixar Cars depuis 2011. Entre 1992 et 2011, elle arborait une représentation de Clint Eastwood du film Pour une poignée de dollars. C'est un hommage à la « nouvelle génération de personnages Disney-Pixar » qui emprunte la route 66 - l'un des thèmes principaux de l'hôtel.
Selon le critique américain d'architecture Paul Goldberger, « l'hôtel Santa Fe d'Antoine Predock ressemble à l'un de ces petits projets Bauhaus fatigués pour le logement des travailleurs des années 1930 ».
Le 26 juillet 2022, les hôtels du complexe sont rebaptisés en supprimant l'apostrophe. Cela signifie que le nom est modifié de Disney's Hotel Santa Fe à Disney Hotel Santa Fe.

## Les bâtiments
L'hôtel possède un plan assez complexe dans lequel une quarantaine de bâtiments s'agencent de manière plus ou moins géométrique. Pour simplifier, l'hôtel présente une entrée rectiligne avec le parking-cinéma menant sous la toile à un passage couvert. Sur la droite se trouve la réception de l'hôtel marquant le début du long bâtiment principal. Ce dernier se poursuit sur environ 170 m sur la droite et contient le restaurant, le bar et la boutique. Une voie de circulation le longe sur son côté nord.
Les bâtiments sont regroupés en quatre sections placées perpendiculairement à l'axe formé par le bâtiment principal et la route le longeant. Les couleurs des bâtiments changent en fonction de l'étage. Le rez-de-chaussée est de couleur ocre sombre et les étages supérieurs sont en dégradé de plus en plus clair. Une trentaine de bâtiments prend une forme parallélépipédique proche du cube tandis que les autres sont en escalier.
Dans la section le plus à l'est, face au restaurant, se trouve un volcan miniature. La section la plus à l'ouest accueille un labyrinthe en forme de serpent et du côté sud de la route se trouve l'aire de jeux.
Certains bâtiments ont connu des rénovations importantes jusqu'en 2013 afin d'adapter l'hôtel à une thématique Cars. Depuis cette date, les espaces sont répartis sous les thématiques suivantes.

### Trail of Artifacts / Luigi
Le Trail of Artifacts est représenté par un serpent (à côte du bâtiment 18) et fait allusion à des objets abandonnés dans le désert. Un cactus géant dont la fleur est un des symboles de l'Arizona se trouve entre les bâtiments 10 et 18. Ce cactus est protégé par des vitrines qui représente le sable du désert, le sable étant la base du verre. Un cimetière des vieilles voitures se situait entre les bâtiments 12 et 15[Quand ?].

### Trail of Water / Martin
Le Trail of Water - représenté par un poisson - rappelle la nécessité de l'eau pour survivre dans des conditions extrêmes dans le désert. Des cours d'eau allant de la fontaine à côté du bâtiment 30 emprunte des canaux d'irrigation.

### Trail of Infinite Space
- Soucoupe volante[1]
- Ligne jaune départageant l'hôtel
- La rivière Rio Grande - frontière entre l'hotel Santa Fe et l'hotel Cheyenne. Signifiant grande rivière ou grand fleuve en espagnol, cette rivière artificielle fait référence au Río Grande qui prend sa source dans le Colorado, passe par le Nouveau-Mexique, puis le Texas, où il sert de frontière naturelle avec le Mexique.

### Trail of Monuments / Flash McQueen
- symbole = roadrunner
- bâtiment en forme de terrasse
- reprise des couleurs de la Monument Valley
- pics sur les toits représentant des cheminées de Fées

### Trail of Legends / Sally
- symbole = bison blanc
- bâtiments de différentes couleurs (rouge pour la maison close ; or pour la Ruée vers l'or ; argent pour la banque ; gris pour la prison ; noir pour les méchants dans des westerns américains et blanc pour les bons héros de ces western)
- volcan qui représente le passé volcanique du sud-ouest américain et qui va bientôt être retiré du site

## Les services de l'hôtel

### Les chambres
L'hôtel comprend mille chambres.

### Les restaurants et bars
- La Cantina est un buffet-restaurant aux saveurs mexicaines.
- Rio Grande Bar est un bar à l'ambiance mexicaine[3].

### La boutique
Trading Post située à côté du hall de l'hôtel. Elle propose, comme dans les autres hôtels, des vêtements Disney et sur le thème de l'hôtel, des souvenirs et des confiseries.